# Anthony Pullen Shaw
Pour les articles homonymes, voir Shaw.
Anthony Pullen Shaw (né le 7 janvier 1952 à Los Angeles) est un acteur et réalisateur américain.
Il est le fils de l'actrice Angela Lansbury et de Peter Shaw. Il a également une sœur : Deirdre Angela Shaw.
Il est marié à Lee Speer Webster depuis le 30 mai 1980 et a trois enfants : Peter John (1982), Katherine Shaw (1985) et Ian Lansbury (1989).

## Filmographie

### En tant que réalisateur
Téléfilms et séries télévisées
| 1997 - Arabesque: La peur aux trousses |
| 1992 - Tous les rêves sont permis      |
| 1984 - Arabesque                       |

Épisodes de séries télévisées
|  | 1984 - Arabesque                                               |
|  | Saison 3 épisodes 15, 22                                       |
|  | Saison 4 épisodes 13, 22                                       |
|  | Saison 5 épisodes 1, 3, 12, 15, 19                             |
|  | Saison 6 épisodes 4, 6, 9, 12 à 13                             |
|  | Saison 7 épisodes 2, 6, 13, 15, 17, 19                         |
|  | Saison 8 épisodes 2, 4, 8, 10, 13, 16, 19                      |
|  | Saison 9 épisodes 1, 5, 9 à 10, 12, 15, 18, 20 à 21            |
|  | Saison 10 épisodes 2, 4, 7 à 8, 11, 14, 16, 18, 20             |
|  | Saison 11 épisodes 1, 3, 5, 8 à 9, 12, 14, 16, 18, 20          |
|  | Saison 12 épisodes 1, 3, 5 à 7, 9, 11, 13, 15, 17, 19, 23 à 24 |

### En tant qu'acteur
| 1983 - La Taupe (film)                  |
| 1980 - Chroniques martiennes (téléfilm) |
| 1979 - Cuba (film)                      |
| 1979 - Les Loups de haute mer (film)    |
| 1976 - L'Espion qui m'aimait (film)     |